# Chiesa cattolica in Svezia

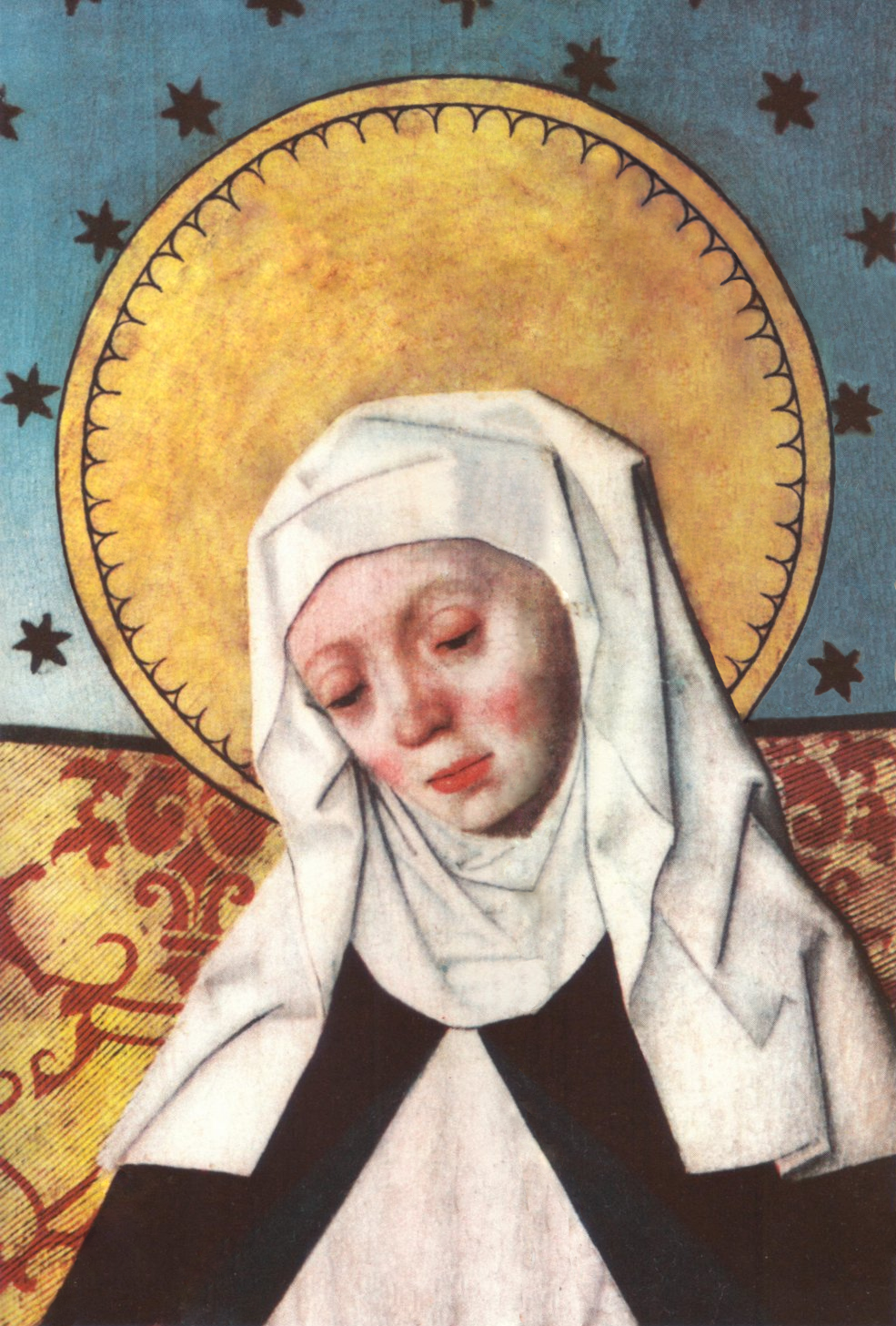
Santa Brigida, patrona della Svezia.

La Chiesa cattolica in Svezia è parte della Chiesa cattolica, sotto la guida spirituale del Papa e della Santa Sede.
In un Paese in massima parte protestante la comunità cattolica è fortemente minoritaria, rappresentando nel 2015 solo l'1,15% della popolazione.

## Storia
Il primo tentativo di introduzione del cristianesimo in Svezia fu operato da sant'Ansgario (IX sec. d.C.), in seguito arcivescovo di Amburgo-Brema, che su richiesta dei nobili svedesi e con mandato dell'imperatore Ludovico il Pio, si recò nell'830 a Birka, presso il lago Mälaren, dove predicò per oltre un anno. Ma l'opera di sant'Ansgario non ebbe conseguenze durature. Lo stesso successe con il suo successore, Rimbert.
Solo con gli inizi dell'XI secolo l'opera di evangelizzazione del Paese riprese con missionari tedeschi e anglosassoni: nel 1008 il re Olof si fece battezzare e qualche anno dopo venne eretta la prima diocesi svedese, quella di Skara. Seguirono altre sedi episcopali: Växjö, Västerås, Uppsala, Linköping e Strängnäs. Nel sud della Svezia, territorio dipendente dalla corona danese, sorse nel 1060 la diocesi di Lund, che nel 1104 divenne sede metropolitana per tutti i territori del Nord Europa, ed in seguito della Chiesa danese.
Nel 1152 il cardinale Nicholas Breakspear, futuro papa Adriano IV, visitò la Chiesa di Svezia ed indisse un sinodo a Linköping, che pose le basi per l'indipendenza ecclesiastica della chiesa svedese. Nel 1164 papa Alessandro III eresse la sede di Uppsala a sede metropolitana, distaccandola dell'arcidiocesi di Lund. Dall'arcidiocesi di Uppsala dipendeva anche la diocesi di Åbo in Finlandia. Tra i santi più popolari della Svezia si ricorda santa Brigida, proclamata compatrona d'Europa da papa Giovanni Paolo II nel 1999.
Con l'avvento della riforma protestante, la Chiesa svedese passò al luteranesimo, con Gustavo I nacque la Chiesa di Svezia e la Chiesa cattolica fu messa fuorilegge, ed ogni conversione al cattolicesimo era punita con la perdita dei diritti civili e con l'esilio.
Nel 1780 il re Gustavo III concesse la libertà di culto agli stranieri che desideravano stabilirsi nel Paese. Ciò permise alla Santa Sede di istituire il 23 settembre 1783 il vicariato apostolico di Svezia. Nel 1860 ebbe termine questa legislazione ed ai cattolici fu permessa piena e completa libertà di culto.
Il vicariato apostolico di Svezia fu elevato al rango di diocesi, con il nome di diocesi di Stoccolma, il 29 giugno 1953.
Nel 2016 è stata canonizzata la svedese Maria Elisabeth Hesselblad, fondatrice del capitolo svedese dell'ordine religioso delle brigidine.
Nel 2017 è stato creato cardinale, per la prima volta nella storia, il vescovo di Stoccolma Anders Arborelius.

## Organizzazione territoriale
Il territorio dello stato è compreso nella diocesi di Stoccolma, il cui vescovo è membro della Conferenza episcopale della Scandinavia.
Per i fedeli della Chiesa greco-cattolica ucraina sono presenti sette cappellanie, che fanno parte dell'esarcato apostolico di Germania e Scandinavia.

## Composizione
Gli appartenenti alla Chiesa cattolica in Svezia possono essere suddivisi in sei gruppi. Dal più grande al più piccolo:
- Polacchi
- Croati
- Ispanici
- Arabi
- Svedesi
- altri

I membri polacchi sono i più  numerosi, nelle parrocchie spesso si incontrano persone di origine polacca. Nelle maggiori città ci sono messe in polacco, a Stoccolma le celebrazioni hanno luogo anche in una chiesa protestante, poiché le chiese cattoliche sono piccole. Circa un sacerdote su tre (42 su 150) è nato in Polonia, molti altri sono figli di polacchi o polacchi di origine.
I cattolici croati o della Bosnia ed Erzegovina hanno di solito sacerdoti del loro paese e hanno visto un aumento durante le guerre in Jugoslavia successive alla dissoluzione del Paese.
I cattolici di lingua spagnola provengono dal Sud America, spesso dal Cile, e molti sono rifugiati con difficoltà di integrazione. Poiché molti erano marxisti non hanno molti legami con la Chiesa. Altri immigrati sono messicani.
Dagli anni ottanta si è avuto in aumento dell'immigrazione dal Medio Oriente e nella periferia di Stoccolma ogni domenica ci sono molte liturgie secondo il rito melchita, maronita, caldeo cattolico, armeno cattolico e siriano cattolico. Ci sono anche preti di origine svedese ordinati secondo questi riti, il primo dei quali è stato ordinato nell'agosto del 2002 a Beirut (i cattolici armeni sono spesso provenienti dalla Polonia).

## Nunziatura apostolica
La delegazione apostolica in Scandinavia fu eretta il 1º marzo 1960 con il breve Apostolici muneris di papa Giovanni XXIII. Essa aveva giurisdizione sui seguenti Paesi del Nordeuropa: Svezia, Danimarca, Norvegia, Finlandia ed Islanda. Sede della delegazione era la città di Copenaghen.
La nunziatura apostolica di Svezia è stata istituita il 1º agosto 1982 con il breve Quantum denique di papa Giovanni Paolo II. Il nunzio apostolico, che ricopre lo stesso incarico anche per gli altri Paesi già compresi nella delegazione apostolica in Scandinavia, risiede a Djursholm, in Svezia.

### Nunzi apostolici
- Luigi Bellotti † (2 ottobre 1982 - ottobre 1985 dimesso)
- Henri Lemaître † (31 ottobre 1985 - 28 marzo 1992 nominato nunzio apostolico nei Paesi Bassi)
- Giovanni Ceirano † (20 agosto 1992 - 27 febbraio 1999 dimesso)
- Piero Biggio † (27 febbraio 1999 - 16 ottobre 2004 dimesso)
- Giovanni Tonucci (16 ottobre 2004 - 18 ottobre 2007 nominato arcivescovo prelato di Loreto)
- Emil Paul Tscherrig (26 gennaio 2008 - 5 gennaio 2012 nominato nunzio apostolico in Argentina)
- Henryk Józef Nowacki (28 giugno 2012 - 20 febbraio 2017 dimesso)
- James Patrick Green (6 aprile 2017 - 30 aprile 2022 dimesso)
- Julio Murat, dal 9 novembre 2022